# Bahnkraftwerk
Ein Bahnkraftwerk ist ein Kraftwerk, das elektrische Energie für den Bahnbetrieb erzeugt, in Deutschland, Österreich, Schweden, Norwegen und der Schweiz ist das Einphasenwechselspannung mit einer Frequenz von 16 2⁄3 bzw. 16,7 Hz. Während die Österreichischen Bundesbahnen fast nur reine Bahnkraftwerke betreiben, sind solche in anderen Ländern, wie beispielsweise in Deutschland, eher selten. Weitaus verbreiteter sind Kraftwerke, in denen sich sowohl Industriestromgeneratoren als auch Bahnstromgeneratoren befinden. Daneben gibt es bahneigene Kraftwerke, die keine Bahnkraftwerke sind, da sie keinen Bahnstrom erzeugen können, sondern ausschließlich Strom für das öffentliche Netz, in D-A-CH also 50 Hz Drehstrom. Bahnkraftwerke sind als Wasserkraftwerke, konventionelle Wärmekraftwerke und Kernkraftwerke ausgeführt. Auch Wind- und Solarparks für die alleinige Erzeugung von Bahnstrom wurden schon realisiert.

Bahnstromsysteme in Europa
750 V =
1,5 kV =
3 kV =
15 kV ~
25 kV ~
nicht elektrifiziert

Die Bahnstromgeneratoren für Wechselstrom mit verminderter Frequenz, dem Standard u. a. der DACH-Staaten, sind erheblich größer als die für das öffentliche Stromnetz, die zugehörigen Turbinen sind Sonderanfertigungen.

## Deutschland
Kraftwerke in Deutschland, die ganz oder teilweise der Bahnstromerzeugung dienen:

### Windparks
Diese erzeugen Dreiphasenwechselstrom mit einer Frequenz von 50 Hz, den die Bahnen abnehmen. Es sind damit keine Bahnkraftwerke im eigentlichen Sinn.
- Märkisch-Linden mit 68 MW[4]
- Hoher Fläming[4] mit 15 MW
- Elsdorf II[4] mit 6 MW

### Wasserkraftwerke
- Pumpspeicherwerk Langenprozelten
- Kraftwerk Bertoldsheim
- Kraftwerk Bittenbrunn
- Kraftwerk Bergheim
- Kraftwerk Ingolstadt
- Kraftwerk Vohburg
- Bahnstromkraftwerk Bad Abbach
- Kraftwerk Aufkirchen
- Kraftwerk Eitting
- Kraftwerk Pfrombach
- Saalachkraftwerk Bad Reichenhall
- Kraftwerk Walchensee, Baubeginn 1918, 1924 fertiggestellt für die elektrisch betriebenen Bahnstrecken in Oberbayern

### Thermische Kraftwerke
Dieser Teil der Bahnstromversorgung ist abweichend von der aktuellen Werbestrategie der DB AG kein „grüner Bahnstrom“ im Sinne des allgemeinen Begriffsverständnisses. Siehe auch: Bahnstrom → Energieverbrauch und -herkunft
- Steinkohlekraftwerk Datteln Block 4 mit gesamt 1100 MW, davon 413 MW mit 16,7 Hz. Die Blöcke 1 bis 3 wurde 1964, 1965 und 1969 gebaut und 2014 stillgelegt.
- Steinkohle-Großkraftwerk Mannheim mit 310 MW 16,7 Hz
- Braunkohlekraftwerk Schkopau mit 110 MW 16,7 Hz
- Erdgaskraftwerk Kirchmöser 160 MW, ausschließlich 16,7 Hz
- Gemeinschaftskraftwerk Bremen 444 MW, davon mindestens 165 MW mit 16,7 Hz

Weiterhin bestehen Verbindungen zu den Bahnstromnnetzen der Österreichischen und der Schweizerischen Bundesbahnen, über die mit dem deutschen Bahnstromnetz elektrische Energie ausgetauscht werden kann.

### Photovoltaikanlagen
Im März 2023 ging erstmals eine Photovoltaikanlage in Betrieb, die direkt Strom in das Bahnstromnetz der DB einspeist.

### Ehemalige Anlagen

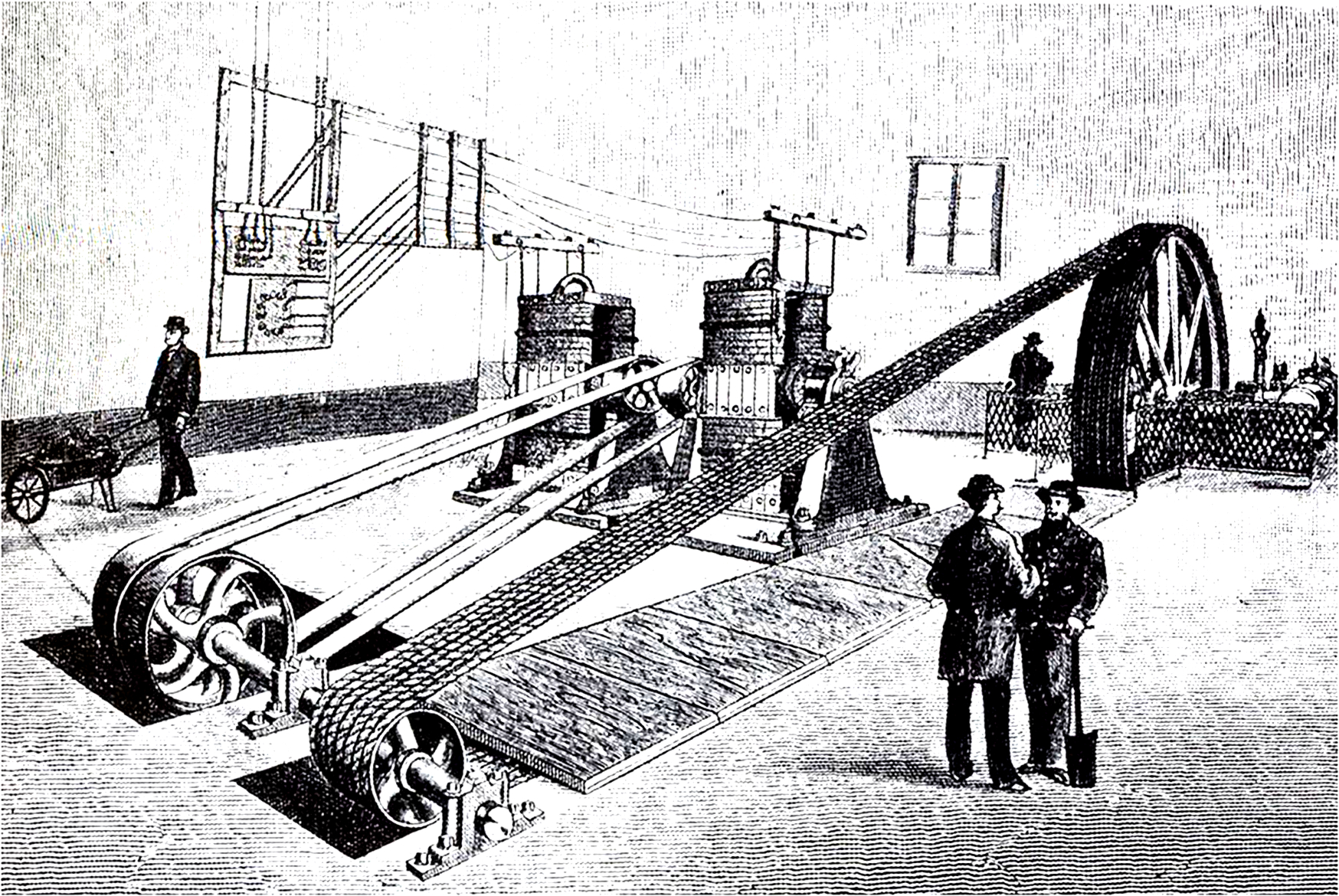
Bahneigenes Kraftwerk für 300 V Gleichstrom der Frankfurt-Offenbacher Trambahn-Gesellschaft von 1884

- Steinkohlekraftwerk Lünen mit 157 MW bei 16,7 Hz wurde 2018 stillgelegt
- Kraftwerk der Frankfurt-Offenbacher Trambahn-Gesellschaft, 1884 für den Betrieb der ersten kommerziell betriebenen elektrischen Straßenbahnlinie von Offenbach am Main nach Frankfurt am Main der Frankfurt-Offenbacher Trambahn-Gesellschaft errichtet, aufgelassen, Gebäude nach dem Zweiten Weltkrieg abgerissen. Nahezu jeder frühe elektrische Straßenbahnbetrieb errichtete um 1900 sein eigenes Kraftwerk.
- Kraftwerk Leverkusenstraße der vormaligen Hamburg-Altonaer Verbindungsbahn, 1906 errichtet, inzwischen aufgelassen, historische Gebäude nahe dem S-Bahnhof Diebsteich sind erhalten geblieben.
- Bahnkraftwerk Muldenstein, 1912 für die Bahnstrecke von Magdeburg über Dessau und Bitterfeld nach Halle errichtet, inzwischen aufgelassen
- Bahnkraftwerk Mittelsteine, 1913 für die Versorgung des schlesischen Netzes errichtet, 1945 als Reparationsleistung abgebaut
- Kraftwerk Stuttgart-Münster, 1933 wurde eine Bahnstrommaschine zur Speisung der neu erstellten Bahnstromleitung von München nach Stuttgart und für den Stuttgarter Vorortverkehr in Betrieb genommen (Jahr der Stilllegung unbekannt)
- Bahnkraftwerk Penzberg, 1951–1971, Dampfkraftwerk mit Kohle befeuert
- Kraftwerk Düsseldorf-Lausward
- (Gemeinschafts-) Kernkraftwerk Neckarwestheim Block 1 (GKN-1) mit zusätzlicher Bahnstromturbine, Inbetriebnahme 1976, abgeschaltet am 16. März 2011. Der an die Bahnstromturbine angeschlossene Generator war mit einer elektrischen Nettoleistung von rund 150 MW einer der weltweit größten 16,7-Hz-Generatoren.
- Block 1–3 im Kraftwerk Mittelsbüren; Gichtgaskraftwerk mit Bahnstrommaschinen. Block 1 wurde 2002 stillgelegt, Block 2 2004, Block 3 zu Ostern 2013
- Wasserkraftwerk Kammerl, 1897 bis 1899 erbaut, nach Austausch der Generatoren 1905 mit Einphasenwechselspannung 5500 V bei 16 Hz in Betrieb gegangen, wurde zwischen 2013 und 2015 umgebaut und erzeugt seitdem nur noch Dreiphasen-Wechselstrom für das öffentliche Netz
- Wasserkraftwerk Gartenau, 1907 bis 1908 erbaut, erzeugte bis 1942 1000 Volt Gleichspannung für die Bahnstrecke Berchtesgaden–Hangender Stein und die Königsseebahn, wurde anschließend umgebaut und erzeugt seitdem nur noch Dreiphasen-Wechselstrom für das öffentliche Netz
- (Gemeinschafts-) Kernkraftwerk Neckarwestheim Block 2 (GKN-2) mit Auskopplung von 140 MW über statische Frequenzumformer (Frequenzumrichter)

## Österreich
Die Österreichischen Bundesbahnen produzieren ihren Bahnstrom zum überwiegenden Teil selbst. Die Energie wird derzeit zu 93 Prozent aus erneuerbarer Energieträgern (zumeist Wasserkraftanlagen) gewonnen. Sechs Prozent der Energie wird aus Windenergie und Biomasse zugekauft.
Überdies wurden Verhandlungen geführt über mögliche Beteiligungen an Windkraftanlagen. So wurden 2010 von Windanlagenbauer Leitner Gespräche bestätigt und als mögliche Standorte das Burgenland angeführt. Im Burgenland verfügt die ÖBB derzeit über keine Anlagen zur Stromerzeugung.

### Bahneigene Kraftwerke
Alle bahneigenen Kraftwerke werden unbesetzt betrieben und von der Zentralen Leitstelle Innsbruck gesteuert und überwacht.
Spullersee
Dieses Speicherkraftwerk wurde in den Jahren zwischen 1919 und 1925 als zweites Kraftwerk der Österreichischen Staatsbahnen zur Versorgung der Arlbergbahn errichtet. Der Bau eines derartigen Großkraftwerks war zur damaligen Zeit eine technische Pionierleistung und fand Bewunderung in ganz Europa.
Braz
Dieses Laufkraftwerk befindet sich 10 km westlich vom Kraftwerk Spullersee. Es wurde in den Jahren zwischen 1947 und 1954 zur Deckung des erhöhten Energiebedarfs der Österreichischen Staatsbahnen errichtet. Das Kraftwerk Braz bildet die Unterstufe des Kraftwerkes Spullersee. Das Kraftwerk Braz wird von der Alfenz beziehungsweise mit vom Kraftwerk Spullersee abgearbeitetem Wasser bedient.
Fulpmes
Dieses Laufkraftwerk wurde in den Jahren zwischen 1977 und 1983 etwa 20 km südlich von Innsbruck im Gemeindegebiet Fulpmes im Stubaital errichtet. Die Besonderheit daran ist, dass es in der schwedischen Bauweise, d. h. als Schachtkraftwerk errichtet wurde. Das Triebwasser wird unterhalb von Fulpmes im Stubaital gefasst. Die installierte Leistung beträgt 15 MW, wobei zwei Francisturbinen bei einem Gefälle von 182 m arbeiten. Vor der Fertigstellung des Kraftwerkes Fulpmes betrieben die ÖBB das „Ruetzkraftwerk“ in Schönberg, das ursprünglich zur Stromlieferung an die Mittenwaldbahn erbaut wurde.
Kraftwerksgruppe Stubachtal
Gruppe von vier hochalpinen Speicherkraftwerken in den Hohen Tauern; Ausbau zum Pumpspeicher, größtes Kraftwerk der ÖBB.
Obervellach
Dieses Laufkraftwerk wurde gemeinsam mit dem Speicherwerk Kraftwerk-Enzigerboden 1929 für die 16,7-Hz-Bahnstromversorgung der Gisela-Bahn in Betrieb genommen. Seit der Elektrifizierung der Tauernbahn 1935 werden außerdem die beiden Steilrampen mit jeweils 700 Höhenmetern versorgt.
Obervellach II
Obervellach II wird ab 2024 die alten Bestandsanlagen bei Obervellach und Mallnitz ersetzen und um über 35 % mehr Strom als diese liefern. Baubeginn war 2020.
Lassach
Dieses Laufkraftwerk wurde 1905 im Zuge der Baustelleneinrichtung für den Eisenbahn-Tauerntunnel errichtet. Es liegt zwischen Obervellach und Mallnitz am Mallnitzbach. Es liefert keinen Bahnstrom, sondern Drehstrom, der in das Netz der „KELAG“ (Kärntner Elektrizitäts-Aktiengesellschaft) eingespeist wird.
Rosenbach
Dieses wurde 1902 im Zuge der Baustelleneinrichtung für den Eisenbahn-Karawankentunnel errichtet. Es liefert keinen Bahnstrom, sondern Drehstrom.
2015 wurde in Wilfleinsdorf eine Photovoltaik-Pilotanlage aufgebaut, die direkt in das 15-kV-Oberleitungsnetz einspeist. Bis 2021 folgten drei weitere Anlagen. Die vier Anlagen haben eine installierte Gesamtleistung von 5,5 MW.
In Höflein wurde die weltweit erste Bahnstrom-Windenergieanlage errichtet. Mit einer Leistung von rund 3 MW soll die in Blattspitzenhöhe rund 200 m hohe Anlage direkt in die Oberleitung einspeisen. Die Gesamtkosten betragen rund 6 Millionen Euro. Sie wurde im November 2022 in Betrieb genommen.

### Bahnfremde Kraftwerke
Wienerbruck
Dieses Speicherkraftwerk wird von der „EVN AG“ (Energieversorgung Niederösterreich AG) betrieben, die für die Oberleitung der Mariazellerbahn zuständig ist. Das Speicherkraftwerk liegt in Annaberg im südlichen Niederösterreich und wird vom Wasser der Lassing und der Erlauf mit einer Gesamtleistung von 6,6 MW gespeist. Hiervon werden 4,5 MW als Einphasenwechselstrom mit einer Frequenz von 25 Hz für die Mariazellerbahn bereitgestellt.
Weyer
Dieses Laufkraftwerk am oberösterreichischen Ennsfluss nahe der steirischen Grenze wird von der Ennskraftwerke AG im Schwellbetrieb betrieben. Die Gesamtleistung der beiden Maschinensätze beträgt 36,8 MW. Die Leistung des Maschinensatzes für Einphasenwechselstrom beträgt 18 MW.
St. Pantaleon
Dieses Ausleitungskraftwerk an der Mündung der Enns in die Donau wird von der Ennskraftwerke AG im Schwellbetrieb betrieben. Die Gesamtleistung der beiden Maschinensätze beträgt 51,9 MW. Die Leistung des Maschinensatzes für Einphasenwechselstrom beträgt 25 MW.

## Schweiz
In der Schweiz wird der Bahnstrom zum Teil aus Kraftwerken der SBB und aus fremden Kraftwerken gewonnen.
→ Auflistung im Abschnitt Kraftwerke im Artikel Liste von Bahnstromanlagen in der Schweiz

## Normen
- EN 50163: Bahnanwendungen – Speisespannungen von Bahnnetzen (Deutschland: DIN EN 50163; VDE 0115-102:2005-07 und DIN EN 50163/A1 VDE 0115-102/A1:2008-02; Österreich: ÖVE/ÖNORM EN 50163 Ausgabe: 1. April 2008)